# 돈키호테 (우주선)
돈키호테는 프로젝트가 진행되는 도중 개발이 취소된 ESA의 소행성 탐사선이다. 목적은 우주선이 소행성에 충돌하면 어떤 영향을 미치는지 알아내는 것이다.

## 구성
충돌선인 히달고와 궤도선인 산코, 그리고 소행성 랜더로 구성되어 있다.

## 발사
베가로 2015년 발사되는 것이 목표였다.

## 목표
원래  (10302) 1989 ML나 2003 SM84를 탐사할 예정이었으나 99942 아포피스나 2002 AT4가 탐사 목표로 변경되었다.

## 지원, 개발, 투자
- ESA